# JLS
JLS (акроним Jack the Lad Swing) — британский бой-бэнд, состоявший из 4-х участников: Астона Мэрриголда, Оришея Уильямса, Джонатана Бенджамина и Марвина Хьюмса. Первоначально они подписали контракт с New Track City и приняли участие в 2008 году в пятом сезоне британского шоу The X Factor, заняв второе место после Александры Бёрк. 24 апреля 2013 года JLS заявили о своем распаде, после выпуска прощального сборника и тура в его поддержку.
После выступления на The X Factor, группа подписала контракт c Epic Records. Их первые два сингла «Beat Again» и «Everybody in Love» возглавили UK Singles Chart. Их дебютный альбом вышел 9 ноября 2009 года, который разошелся тиражом более одного миллиона копий в Великобритании. JLS выиграли в двух номинациях («Лучший британский новый исполнитель» и «Лучший британский сингл» — «Beat Again») на премии BRIT Awards в 2010 году. Они также выиграли на премии MOBO Awards в номинациях «Лучшая песня» («Beat Again») и «Лучший новый исполнитель» в 2009 году и в номинациях «Лучший британский артист» и «Лучший альбом» в 2010 году.
В 2010 году они подписали контракт с американской студией звукозаписи Jive Records и выпустили свой дебютный сингл «Everybody in Love» в США, который не смог попасть в американский чарт синглов. «The Club Is Alive» — первый сингл со второго студийного альбома, выпущенный в июле 2010 года и ставший 3 синглом № 1 в карьере группы. «Love You More» стал 4-м синглом, возглавившим UK Singles Chart, все средства полученные от продажи которого пошли на благотворительность, в помощь беспризорным детям. Дуэт с певицей Dev «She Makes Me Wanna» стал их 5-м синглом № 1 в Великобритании. В общей сложности было продано более 5 миллионов синглов группы.

## Музыкальная карьера

### 2006—2008: UFO
Оришей Уильямс решил заняться музыкальной карьерой, чтобы накопить денег на лечение своей мамы, страдающей рассеянным склерозом. Первоначально он был участником нескольких бой-бэндов, но Уильямс не чувствовал единства в группах, как у его кумиров Boyz II Men. Он решил создать свою собственную группу и через друзей познакомился с Марвином Хьюмсом, у которого уже был опыт работы в R&B-группе VS в 2004 году. После к ним присоединился Астон Мэрриголд, который не прошел кастинг на телешоу Fun Song Factory из-за своего атлетического телосложения. Последним к ним присоединился Джонатан Бенджамин Гилл. Первоначально группа получила название UFO (Unique — «уникальный», Famous — «известный», Outrageous — «неистовый»). Свои первые шаги в шоу-бизнесе группа UFO делала в проекте Tracklacers компании New Track City. В конце 2007 года UFO получила свою первую премию на церемонии Urban Music Awards в номинации «Best Unsigned Act» за участие в записи песен «Stand by Me» Бена Кинга и «Beautiful Girls» Шона Кингстона. Вскоре они выпустили сингл «Slap Ya Elbow».

### 2008:The X Factorи новое имя
UFO прошли прослушивание на пятый сезон британского шоу талантов The X Factor в 2008 году, но должны были поменять своё название, так как оно уже использовалось другой группой. Они решили назвать группу JLS (Jack the Lad Swing), которое они придумали несколько месяцев назад, во время участия в проекте Tracklacers, совместив фразу «Jack the lad» и названия музыкального жанра New Jack Swing (Нью-джек-свинг). После исключения вокальных групп Bad Lashes и Girlband в первую и во вторую недели шоу, JLS остались единственными подопечными Луиса Уолша, но в течение съемок шоу судьи назвали JLS лучшей группой на The X Factor. На седьмой неделе съемок шоу JLS оказались в претендентах на отчисление с проекта вместе с Рэйчел Хилтон. Однако, большинство судей (Уолш, Шерил Коул и Саймон Коуэлл) решили оставить JLS на The X Factor. Коуэлл заявил, что JLS не заслужили места ниже 2-го в проекте. На восьмой неделе JLS исполнили «…Baby One More Time» и получили два отрицательных комментария, Коуэлл, при этом, сказал, что в настоящий момент они в аутсайдерах. Однако, после их второго выступления, Коуэлл прокомментировал, что они «вернулись в гонку» и показали отличное выступление.

## Дискография
Студийные альбомы
- JLS (2009)
- Outta This World (2010)
- Jukebox (2011)
- Evolution (2012)

Сборники
- Goodbye: The Greatest Hits (2013)

Синглы
| Дата релиза     | Название                                   | Пиковая позиция в UK Singles Chart |
| --------------- | ------------------------------------------ | ---------------------------------- |
| 25 июля 2009    | «Beat Again»                               | 1                                  |
| 14 ноября 2009  | «Everybody in Love»                        | 1                                  |
| 23 января 2010  | «One Shot»                                 | 6                                  |
| 17 июля 2010    | «The Club Is Alive»                        | 1                                  |
| 27 ноября 2010  | «Love You More»                            | 1                                  |
| 22 января 2011  | «Eyes Wide Shut» (при участии Тайни Темпа) | 8                                  |
| 6 августа 2011  | «She Makes Me Wanna» (при участии Дев)     | 1                                  |
| 19 ноября 2011  | «Take a Chance on Me»                      | 2                                  |
| 10 декабря 2011 | «Do You Feel What I Feel»                  | 16                                 |
| 31 марта 2012   | «Proud»                                    | 6                                  |
| 21 октября 2012 | «Hottest Girl in the World»                | 6                                  |
| 14 декабря 2012 | «Hold Me Down» / «Give Me Life»            | 112                                |
| 17 ноября 2013  | «Billion Lights»                           | 19                                 |